# Pascal Reber
Pascal Reber, né en 1961 à Mulhouse, est un organiste et compositeur français,.

## Biographie
Son apprentissage de la musique commence au conservatoire de Mulhouse auprès de Suzanne Muller-Gunst pour le piano, et de Madeleine Will et Maurice Moerlen pour l'orgue et l'écriture musicale. En 1982, il est accepté au conservatoire de Strasbourg dans les classes d'orgue et d'improvisation de Daniel Roth, d'accompagnement au piano de Charles Schwarz, ainsi que d'écriture de Robert Pfrimmer, Pierre-Yves Meugé et Odile Charvet. Par ailleurs, il a fréquenté la classe de musique de chambre de Detlev Kieffer.
En 1990, il complète sa formation par un cycle dans l'art de l'improvisation à l'École supérieure de musique (Hochschule für Musik) de Sarrebruck auprès de Daniel Roth. Il a également participé aux académies d'orgue de Masevaux et de Saint-Bertrand de Comminges avec Michel Chapuis et Louis Robilliard.
À l'issue d'un concours international en 2002, il occupe le poste d'organiste titulaire du grand orgue Kern de la Cathédrale Notre-Dame de Strasbourg. Il est également organiste titulaire de l'orgue Cavaillé-Coll de l'Église Saint-Étienne de Mulhouse. 
Son travail se prolonge dans une activité de composition musicale : œuvres pour orgue, chœur, piano ou encore de musique de chambre. Il se produit régulièrement comme concertiste en France et à l'étranger (Allemagne, Grande-Bretagne, Japon, Russie, Suisse, etc.). En tant qu'interprète, il a été conduit a réaliser plusieurs enregistrements discographiques. Sa pratique de l'improvisation est régulièrement exercée tant lors des concerts que des enregistrements.
Son activité professionnelle le conduit également vers l'enseignement, : 
- à l'École d'orgue diocésaine d'Alsace pour la formation des organistes liturgiques depuis 1983,
- au conservatoire de Strasbourg en tant que chargé de cours accompagnateur des classes de chant, hautbois, violon, cors de 1988 à 1991,
- au Conservatoire de Mulhouse en tant que professeur d'orgue de 1993 à 1995,
- ou en intervenant lors de masterclasses ou des stages d'orgue.

De 1991 à 1998, il occupe le poste de pianiste-répétiteur au ballet de l'Opéra national du Rhin puis à l'École de danse de Strasbourg ; depuis 2009, il occupe le poste de professeur d'orgue et répétiteur au conservatoire de Saint-Louis (Haut-Rhin),.

## Œuvres
- op.1 : Diptyque pour piano et cymbalum (1987)
- op.2 : Motet : Père du premier mot pour chœur a cappella (1992)
- op.3 : Chaconne sur le nom de Silbermann pour orgue (1993)
- op.4 : Triptyque pour orgue (1996)
- op.5 : Motet Ave Maria pour chœur a cappella (2000)
- op.6 : Latinos pour quatuor à cordes (2000)
- op.7 : Suite pour flûte, violoncelle et orgue
- op.8 : Suite Entre Strasbourg et Bâle pour orgue et clavecin (2000)
- op.9 : Cantate Le chant de la vie pour chœur, soprano solo et ensemble instrumental (2001)
- op.10 : Invocare - Triptyque pour cor et orgue 2001)
- op.11 : Arioso mélismatique en 4 versets pour hautbois et orgue (2001)
- op.12 : Psaume Laudate Dominum pour chœur et orgue (2003)
- op.13 : Cantate de Noël pour chœur, soli et ensemble instrumental (2003)
- op.14 : Ballade pour cor et orgue (2004)
- op.15 : Magnificat pour chœur et orgue (2004)
- op.16 : Via lucis aeternae - Diptyque pour trompette et orgue (2005)
- op.17 : Noëlique - Rhapsodie sur des Noëls pour trompette et orgue (2006)
- op.18 : Messe mariale pour chœur et orgue (2007)
- op.19 : Regina caeli pour soprano, ténor et orgue (2007)
- op.20 : Aria con moto pour orgue (2007)
- op.21 : Cantilène pour orgue (2007)
- op.22 : Sonata de Aeole en 3 mouvements pour violon alto et orgue (2007) (le deuxième mouvement peut être joué à la viole d'amour)
- op.23 : Aria con moto pour orgue (2008)
- op.24 : Concerto da chiesa pour bande de hautbois, hautbois solo et orgue (2010)
- op.25 : Verset pour orgue sur le choral Nun komm der Heiden Heiland (2011)
- op.26 : Verset sur un Noël ancien Une très Sainte Vierge (2013)

## Discographie

### Enregistrements principaux
Pascal Reber a notamment enregistré sur le label IFO.
- Les grandes orgues de la Cathédrale Notre-Dame de Strasbourg - ((de) IFO Records, 2004)
- Hommage à Albert Schweitzer - Orgue Mutin-Cavaillé-Coll de Wihr-au-Val – Anthologie Cavaillé - Coll Suppl. 1 - ((de) IFO Records, 2007)[9]
- Pascal Reber joue Reber & Alain - Grandes Orgues de la Cathédrale Notre-Dame de Strasbourg - ((de) IFO Records, 2011)
- Les grandes orgues Dubois de l'abbatiale Saints Pierre et Paul de Wissembourg (IFO Records 2013)

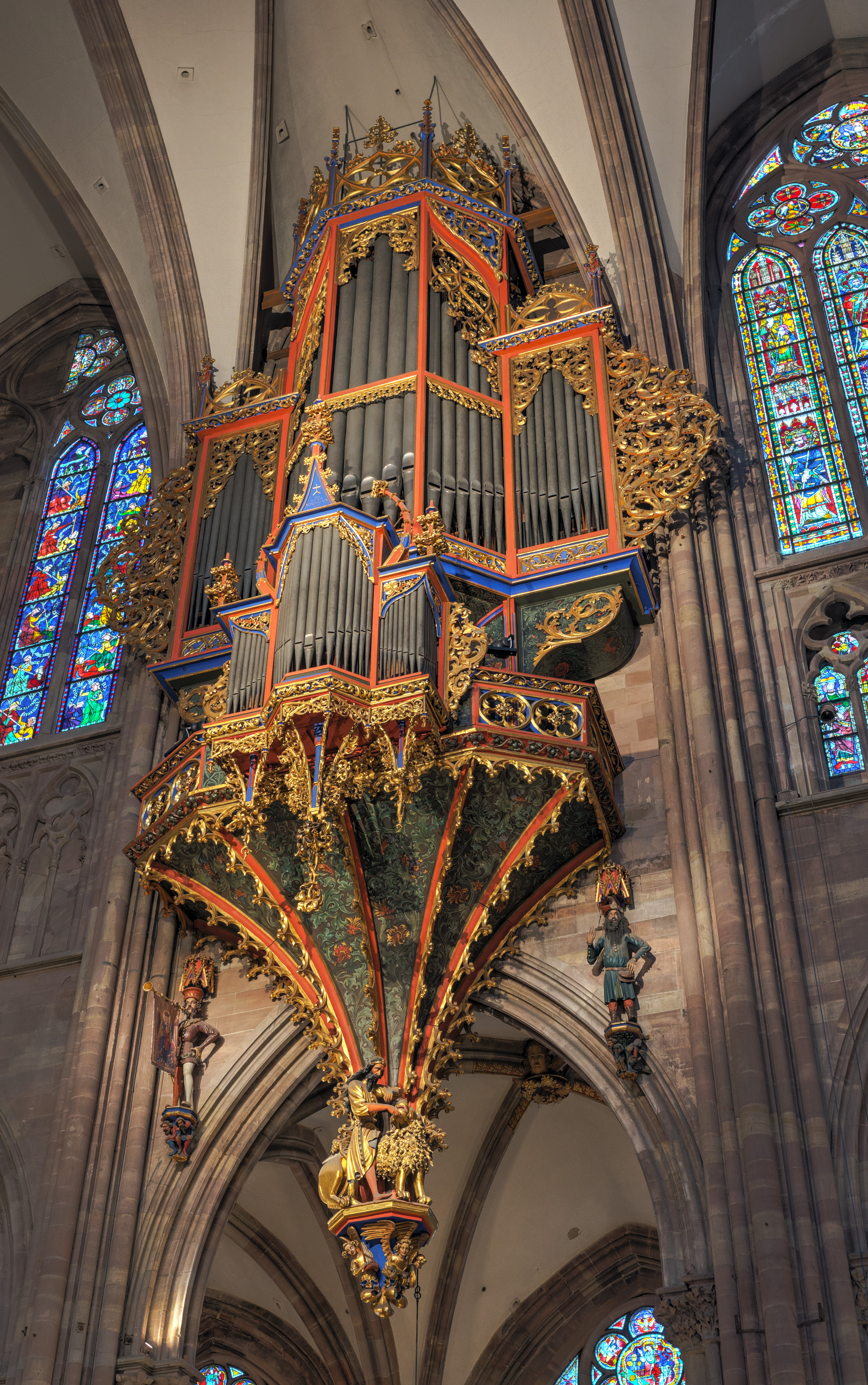
Le grand orgue en nid d'hirondelle de la cathédrale Notre-Dame de Strasbourg.

### Enregistrements collectifs
- Musiques à la Cathédrale (Ed. Cathédrale de Strasbourg, 1996)
- F.X. Richter à la Cathédrale de Strasbourg - Chorale de la Cathédrale de Strasbourg - Pascal Reber, orgue (Ed. Cathédrale de Strasbourg)
- La Nuit de Noël - Odile Lacombe, soprano - Chœurs de l'Opéra du Rhin - Pascal Reber, orgue (Ed. Cathédrale de Strasbourg, 1996)
- Ad majorem Dei gloriam – Marc Baumann et Pascal Reber, orgue (Ed. Cathédrale de Strasbourg, 1997)
- L'année liturgique en chant grégorien - Schola grégorienne - Pascal Reber, orgue (Ed. Cathédrale de Strasbourg)
- Soleil de l'Hiver - Ensemble vocal liturgique de Mulhouse, Envol - direction : Bruno Rufenacht -  Pascal Reber, orgue (Ed. Muse – SPM / Union Sainte-Cecile)[10]
- Orgues en Alsace vol. 2 : La dynastie des Rinckenbach - Pierre Gerthoffert, Pascal Reber, Denis Comtet, orgue (Disque Festival de Masevaux, 2003)

## Prix et distinctions
- 1992 : Lauréat du concours de composition de Chant Choral "Noëls 2000"
- 1998 : Lauréat avec mention d'honneur du concours international d'improvisation "Boellmann-Gigout"
- 2002 : Lauréat du concours international de la Cathédrale de Strasbourg